# Casale sul Sile
Casale sul Sile is een gemeente in de Italiaanse provincie Treviso (regio Veneto) en telt 11.367 inwoners (31-12-2004). De oppervlakte bedraagt 26,8 km², de bevolkingsdichtheid is 424 inwoners per km².

## Demografie
Casale sul Sile telt ongeveer 4386 huishoudens. Het aantal inwoners steeg in de periode 1991-2001 met 28,3% volgens cijfers uit de tienjaarlijkse volkstellingen van ISTAT.

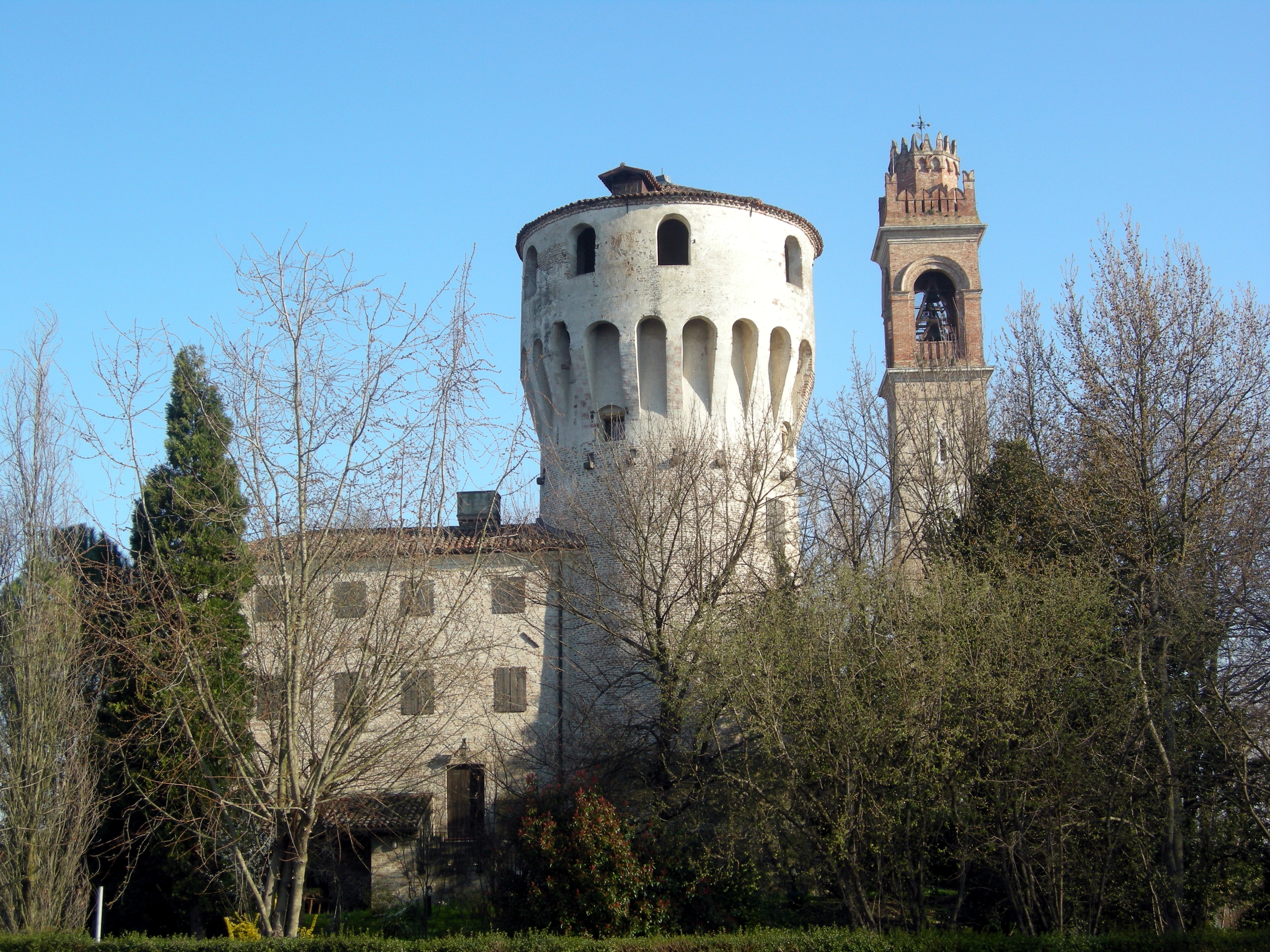
Toren van het kasteel van Casale sul Sile

| Jaar | Inwoneraantal |
| ---- | ------------- |
| 1991 | 7375          |
| 2001 | 9461          |

## Geografie
Casale sul Sile grenst aan de volgende gemeenten: Casier, Mogliano Veneto, Preganziol, Quarto d'Altino (VE), Roncade, Silea.